# Hemigrotella argenteostriata
Hemigrotella argenteostriata är en fjärilsart som beskrevs av Barnes och Mcdunnough 1918. Hemigrotella argenteostriata ingår i släktet Hemigrotella och familjen nattflyn. Inga underarter finns listade i Catalogue of Life.